# Kyphosus sectatrix
Kyphosus sectatrix (Linnaeus, 1758), conhecida pelos nomes comuns de patruça, preguiçosa, salema-do-brasil e pirangica, e pirajica, é uma espécie de peixe perciforme da família Kyphosidae, comum nas águas pouco profundas do Atlântico tropical e subtropical. A espécie atinge no máximo cerca de 76 cm de comprimento, sendo objeto de uma pescaria comercial de pequena escala, com a maioria das capturas feita pela pesca artesanal.

## Descrição
K. sectatrix é uma espécie típica da família dos Kyphosidae, apresentando corpo oval-oblongo, lateralmente comprimido, com coloração uniforme cinzento-azulada com reflexos prateados, com ténues linhas amarelas nos flancos e uma estreita linha amarelada desde a boca até ao pré-opérculo. Pode atingir 76 cm de comprimento corporal e os 6 kg de peso, mas a maioria dos espécimes não ultrapassa o 50 cm de comprimento. A face ventral é mais clara e não apresenta brilho.
A cabeça é pequena, mais escura, terminando num focinho rombo, com boca pequena, terminal e lábios grossos.
As barbatanas dorsal e anal são acinzentadas, pouco elevadas e com raios espiniformes delgados. A barbatana dorsal apresenta 11 espinhos e 11-12 lepidotríquias (raios). A barbatana anal apresenta 3 espinhos e 11 lepidotríquias.
A espécie é herbívora, alimentam-se de principalmente de algas bentónicas, plantas marinhas e pequenos crustáceos e moluscos. Em Fernando de Noronha, no Atlântico equatorial, os excrementos de golfinho também formam parte da sua dieta.
É um peixe marinho demersal, associado aos recifes das regiões oceânicas de clima subtropical e tropical (42°N-33°S) que vive entre 1 e 30 m de profundidade, preferindo a faixa entre 1 e 10 m de profundidade.
Tem uma distribuição natural alargada no Atlântico ocidental (desde o Canadá, Massachusetts, Bermuda e costas do Brasil, incluindo o Golfo do México e o mar das Caraíbas) e no Atlântico oriental (desde o sul de Marrocos até ao  golfo da Guiné, Santa Helena e ilha de Ascensão). É rara no Mediterrâneo, nos Açores e na Madeira.
A espécie é capturada pela pesca artesanal e comercializada em fresco. É inofensiva para os humanos.